# Ludgeřovice
Ludgeřovice (německy Ludgierzowitz, 1939–1945 úředně Ludgerstal, polsky Ludgierzowice) jsou obec v okrese Opava v Moravskoslezském kraji. Obec leží mezi městy Ostrava a Hlučín. Žije zde přibližně 5 000 obyvatel a stojí zde přibližně 1500 domů s popisným číslem. Ludgeřovice jsou jednou z největších obcí v ČR bez statusu města.

## Název
Název vesnice byl odvozen od (německého) osobního jména Liutger a znamenalo „Liutgerovi lidé“. Hláskovou změnou ľu > li vznikl tvar Lidgeřovice, který se používal střídavě s původním do 19. století (v 19. století též Lidheřovice). V němčině se používalo hláskově jen nepatrně upravené Ludgerzowitz, teprve roku 1910 byl vytvořena podoba Ludgerst(h)al („Ludgerovo údolí“).

## Historie
První písemná zmínka o vesnici je uvedena v zachovalé listině, sepsané dne 28. ledna 1303 na hradě Landeku. Je psána latinsky a kromě jiných svědků je stvrzena i „Balderamem, rychtářem z Rudgersdorfu“. Tímto je dokumentována existence vsi „Rudgersdorf“ (Ludgeřovice). Po celá staletí ležela ves uprostřed hlubokých hvozdů, její obyvatelé se živili prací v lese a jeho postupným klučením na zemědělskou půdu. V 19. století začali obyvatelé docházet za prací do rozrůstajících se černouhelných dolů a hutí v Ostravě. Dodnes tam za prací dojíždí většina dospělých obyvatel. Obec značně utrpěla za třicetileté války a také za druhé světové války, v níž padlo na frontách nebo bylo při bojích zabito 250 obyvatel, zejména mladých mužů.
Do 18. století patřila obec k České koruně resp. k Rakousku. Po prohrané prusko-rakouské válce patřila spolu s celým územím Hlučínska k Prusku, později Německu, a to až do 4. února 1920, kdy se toto území stalo součástí Československé republiky. Mnichovským diktátem bylo Hlučínsko od 2. října 1938 znovu přičleněno k Německé říši jako jeho integrální součást (tzv. „Altreich“). Na území obce vstoupilo asi 1200 mužů německého vojska za hlasitého vítání německých obyvatel, zejména členů SDP. 
Po druhé světové válce se Hlučínsko opět stalo součástí Československé republiky, nyní České republiky. Ruská vojska vstoupila do obce 28. dubna směrem od Markvartovic. Při bojích zahynulo 18 občanů Ludgeřovic.  Ačkoliv se jednalo o německé území, nepostihl obec výrazný odsun německých obyvatel. Organizovaný odsun začal v roce 1946, kdy byl také konfiskován německý majetek.  Odsunuty byly pouze desítky obyvatel.  V bojích, převážně na východní frontě však padlo na 250 ludgeřovických mužů. 
O nesmírné pracovitosti obyvatel svědčí to, že v letech 1945 až 1990 bylo v obci postaveno nebo rekonstruováno více než 800 rodinných domků.

## Obyvatelstvo
| Rok            | 1869  | 1880  | 1890  | 1900  | 1910  | 1921  | 1930  | 1950  | 1961  | 1970  | 1980  | 1991  | 2001  | 2011  | 2021  |
| -------------- | ----- | ----- | ----- | ----- | ----- | ----- | ----- | ----- | ----- | ----- | ----- | ----- | ----- | ----- | ----- |
| Počet obyvatel | 1 471 | 1 699 | 2 073 | 2 566 | 2 780 | 3 250 | 3 916 | 4 065 | 4 544 | 4 525 | 4 603 | 4 505 | 4 595 | 4 650 | 4 827 |
| Počet domů     | 205   | 237   | 264   | 313   | 362   | 432   | 561   | 694   | 894   | 1 040 | 1 119 | 1 252 | 1 296 | 1 351 | 1 481 |

## Obecní správa

### Obecní symboly
Znak a vlajka byly obci uděleny rozhodnutím předsedy Poslanecké sněmovny Parlamentu České republiky dne 29. března 1995. Ve znaku obce je stříbrná hlavice biskupské berly v červeném poli.

## Pamětihodnosti
- Kostel svatého Mikuláše – novogotický chrám z let 1906–1907
- Kaple zvaná Panská[14]
- Kaple z počátku 20. století na Markvartovické ulici[15]

## Významní rodáci
- Oswald Muris[16] (1884–1964), geograf a kartograf
- Eduard Kroker[17] (1913–2007), profesor teologie, práv a filosofie, kněz
- Ludvík Kus[18] (1931–2010), český kněz, krnovský děkan
- Eva Tvrdá[19] (* 1963), spisovatelka
- Ivo Mludek (* 1964), novinář
- Vladimír Coufal (* 1992), fotbalista
- David Lischka (* 1997), fotbalista

## Galerie

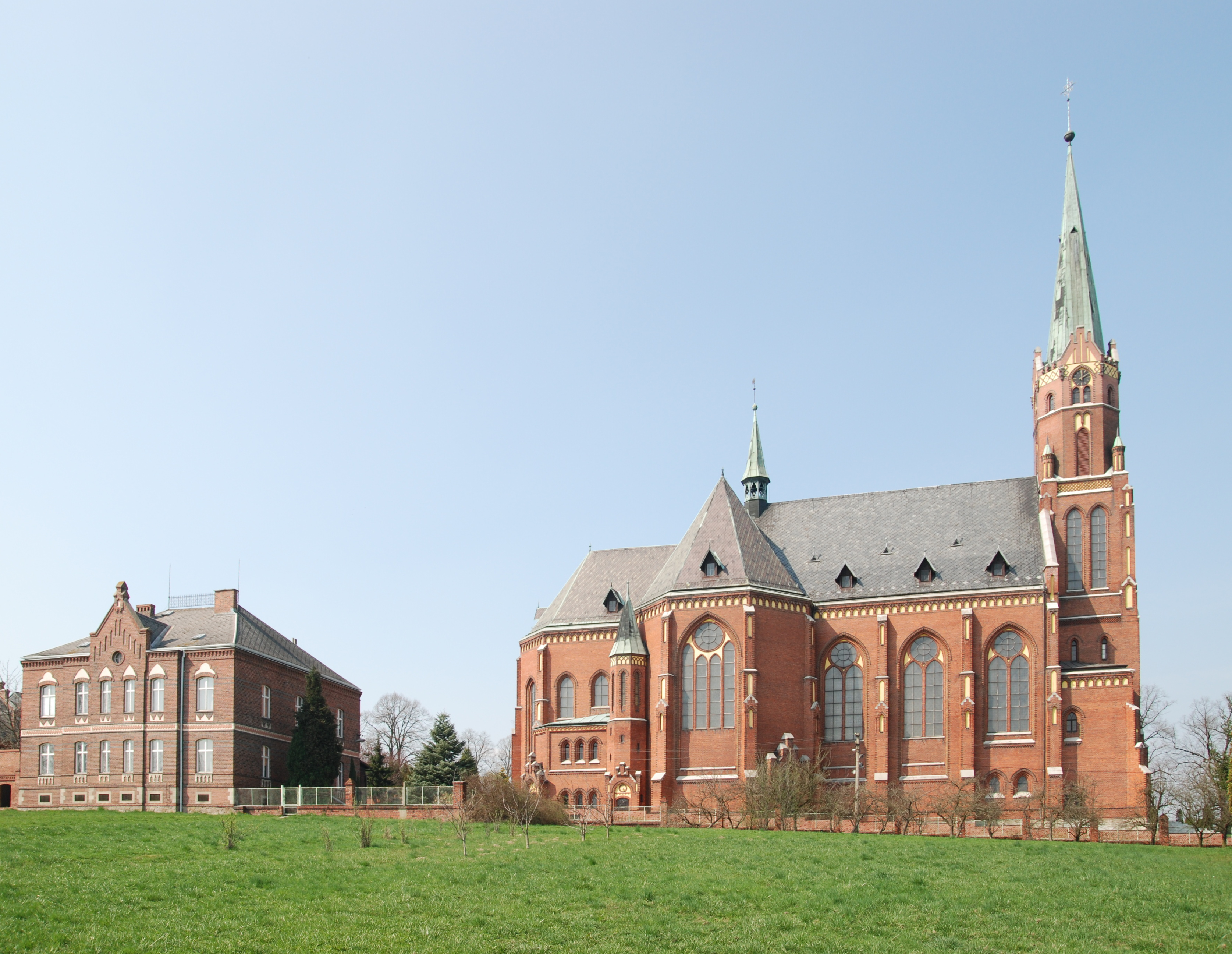
Kostel svatého Mikuláše a fara
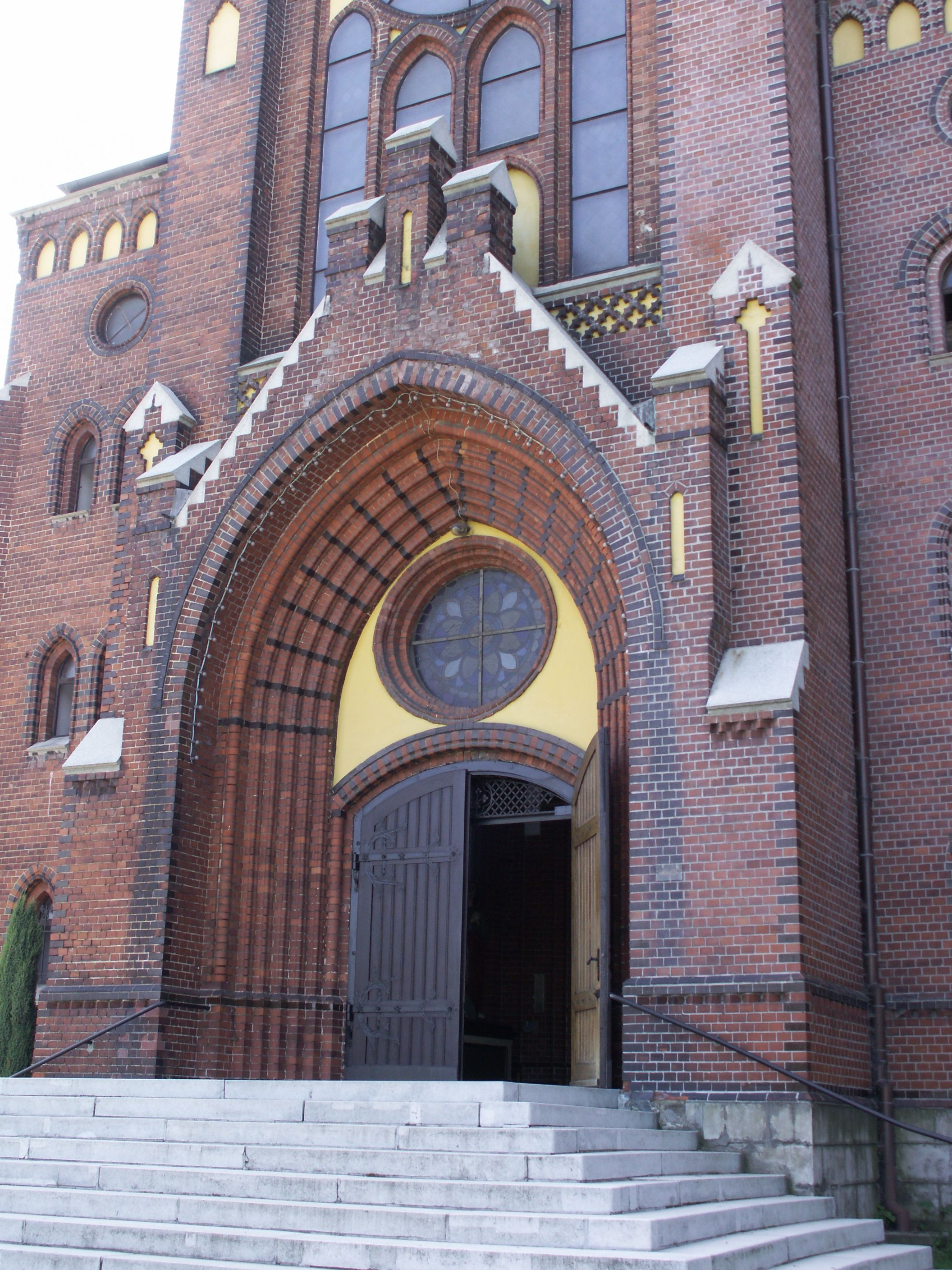
Portál kostela
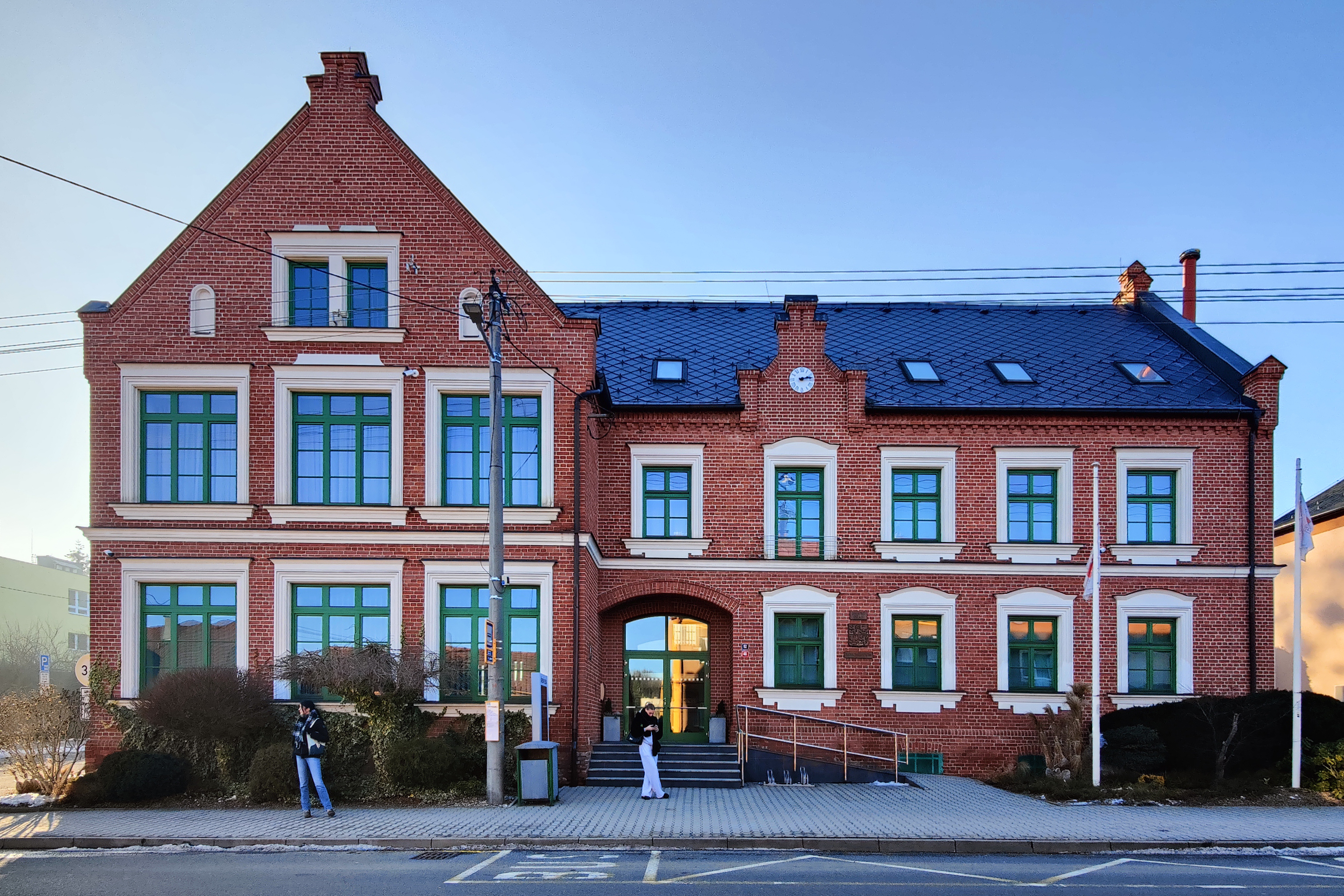
Obecní úřad (2025)
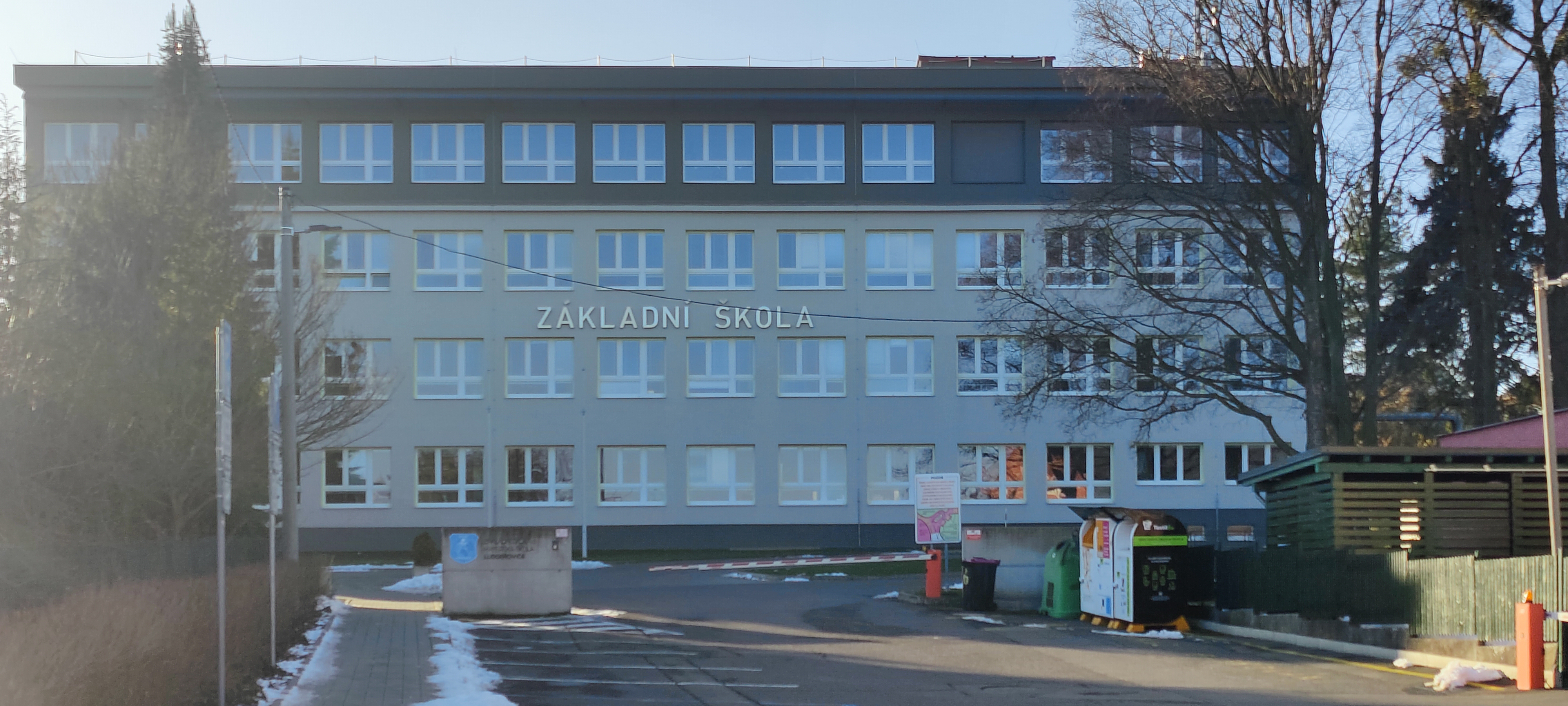
Základní škola (2025)
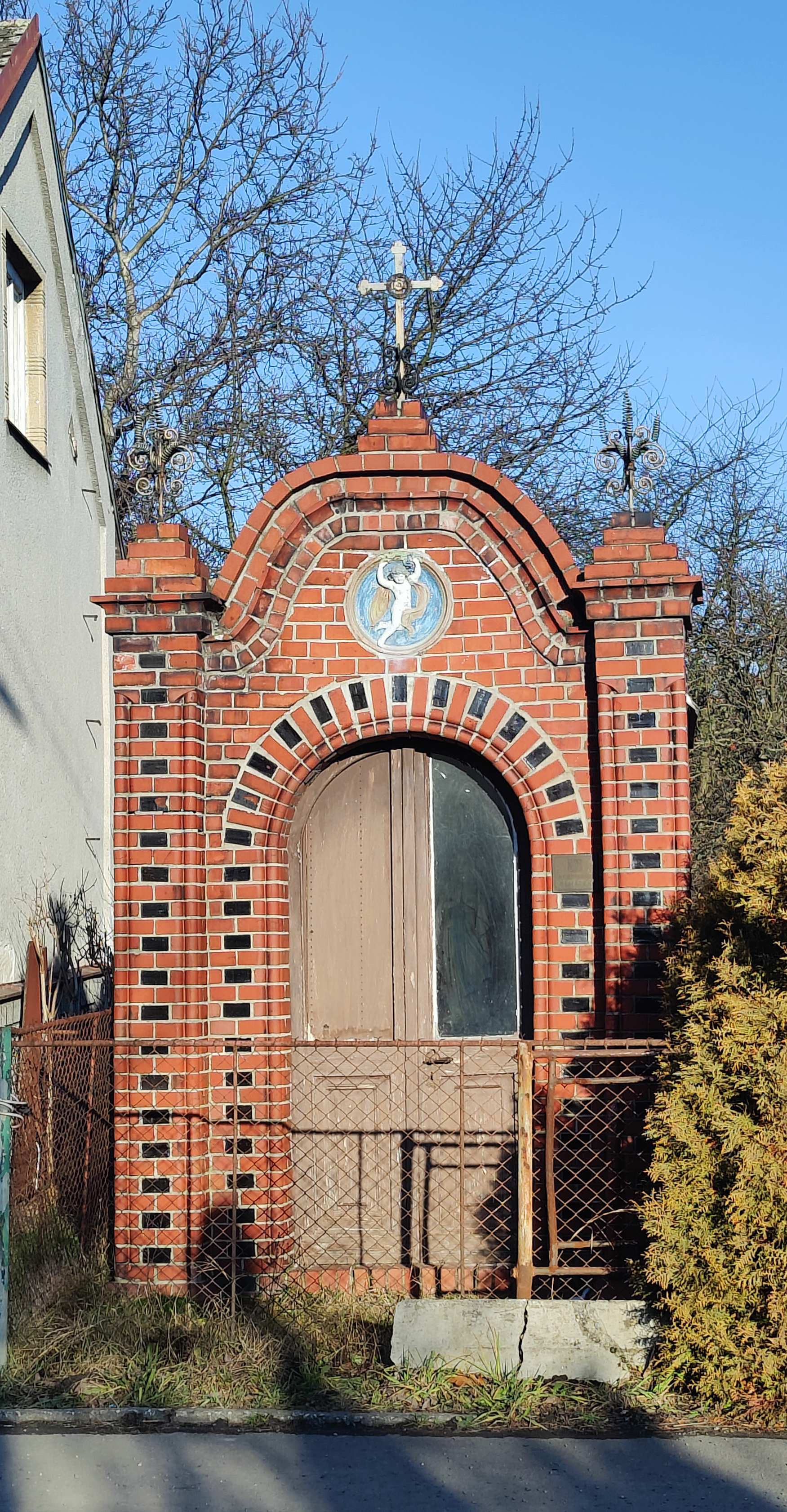
Kaple (2025)
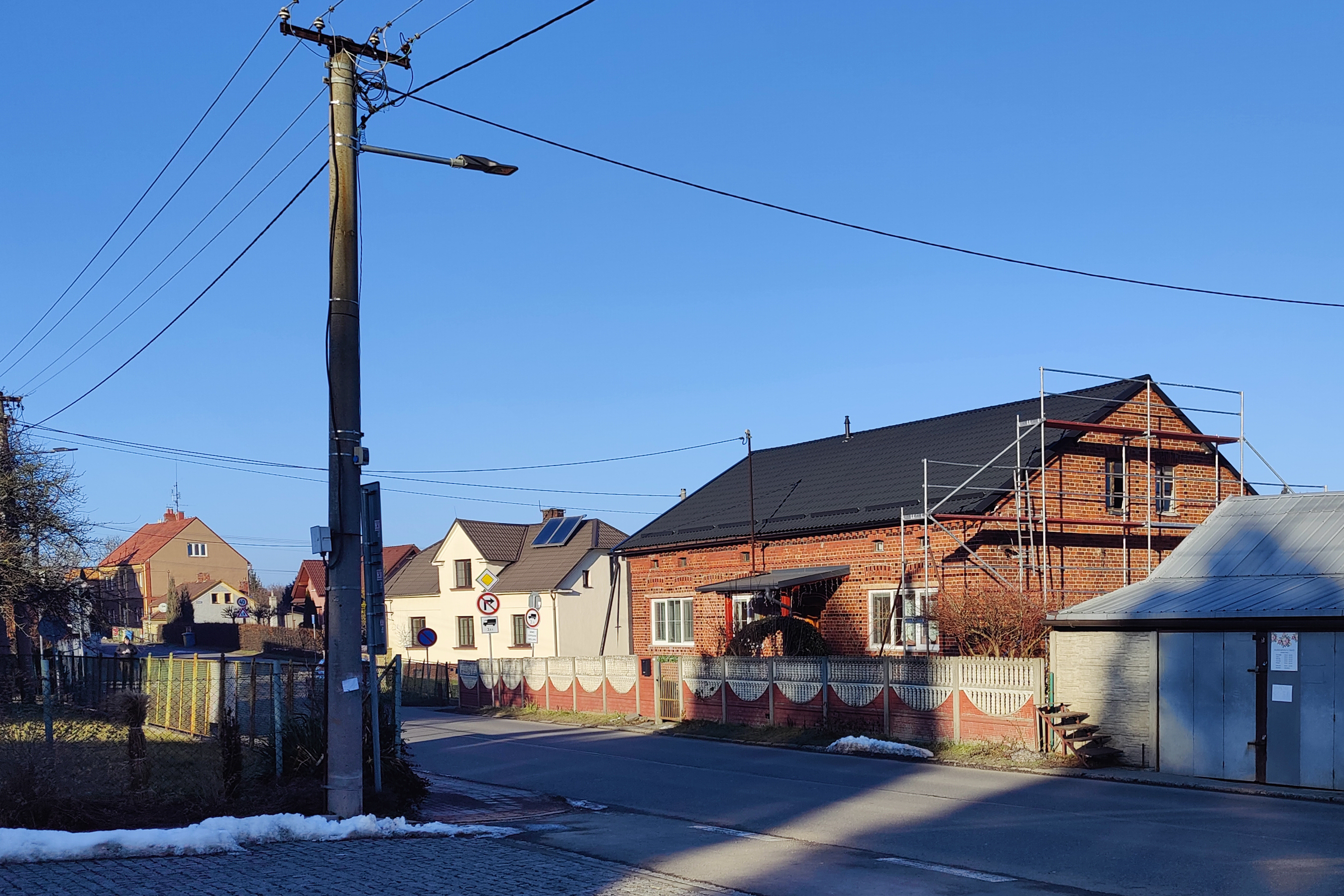
Markvartovická ulice (2025)
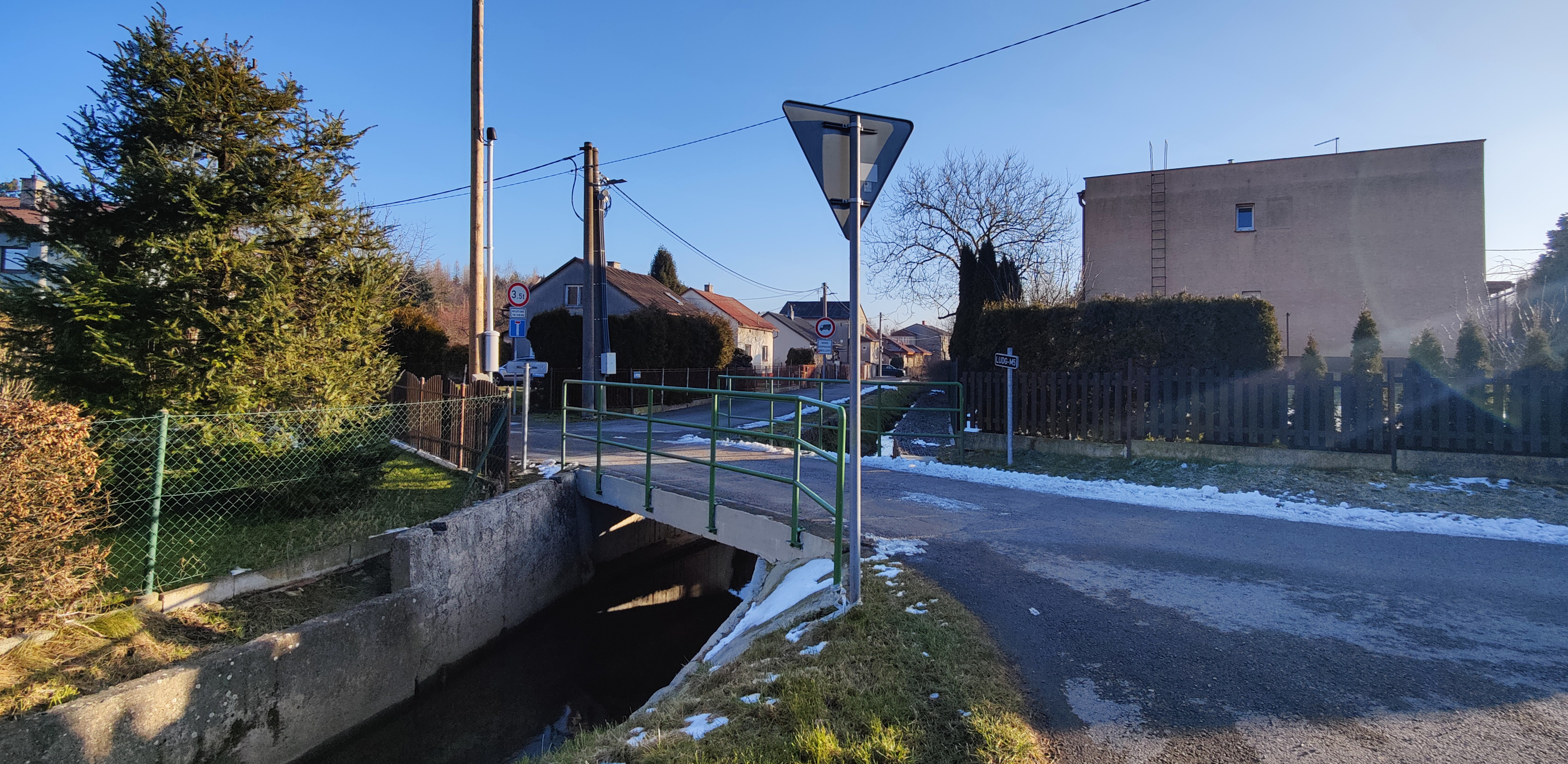
Mostek přes Ludgeřovický potok (2025)
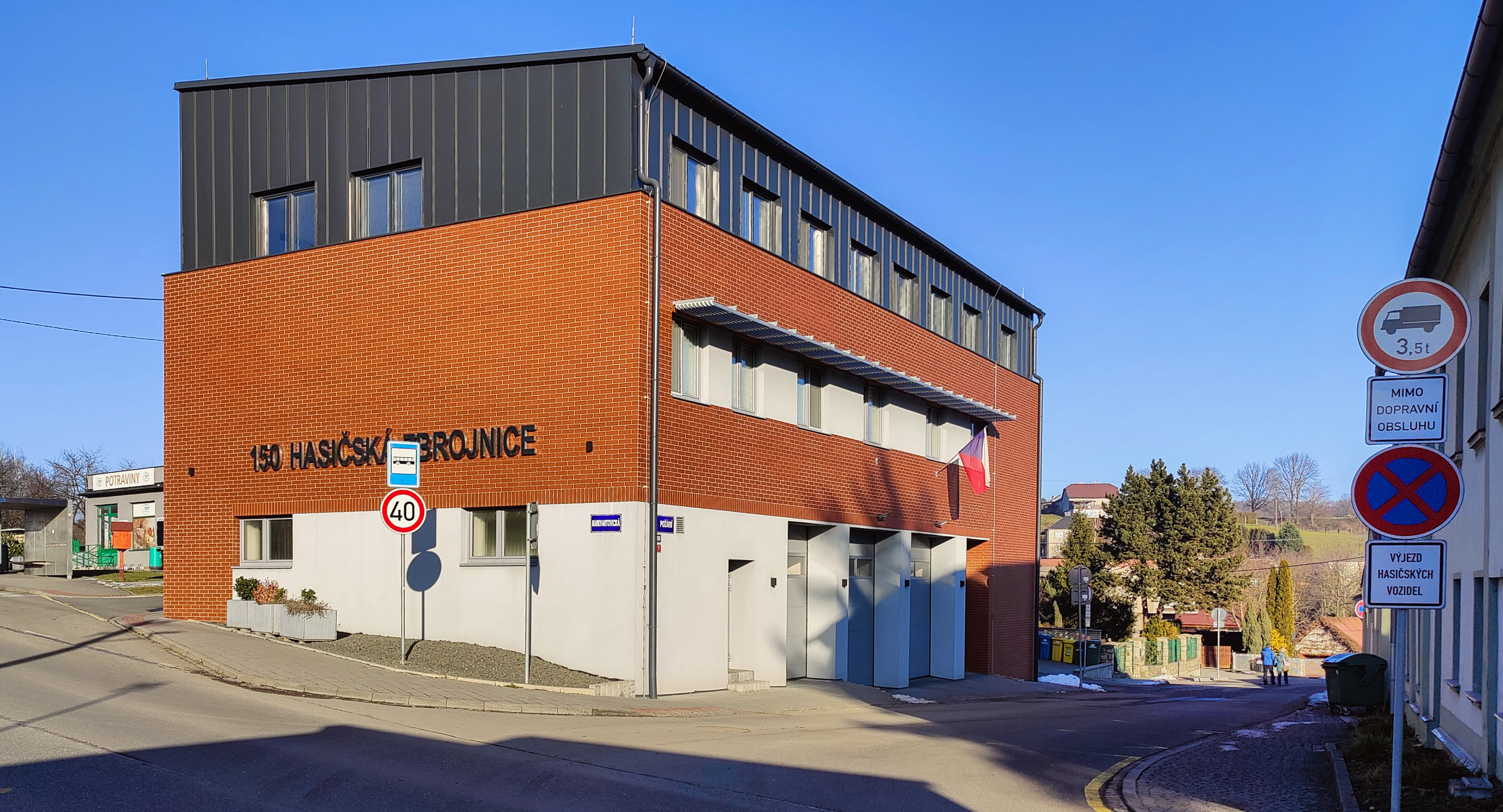
Hasičská zbrojnice (2025)

## Partnerská města
- Tisovec, Slovensko
- Putnok, Maďarsko
- Nowy Żmigród, Polsko